# نوازنده شگفت‌انگیز
نوازنده شگفت‌انگیز یا نوازنده عجیب (آلمانی: Der wunderliche Spielmann) که گاه با عنوان موسیقی‌دان شگفت‌انگیز نیز شناخته می‌شود، یک افسانه آلمانی گردآوری‌شده توسط برادران گریم است و به عنوان داستان شماره ۸ در مجموعهٔ «افسانه‌های گریم» آن‌ها آمده است. این افسانه در ردهٔ ۱۵۱ از شاخص آارن-تامپسون (ATU 151) با موضوع «آموزش موسیقی به حیوانات وحشی» جای دارد.
این داستان در «کتاب پری سرخ» نوشتهٔ اندرو لانگ نیز گنجانده شده است.

## خلاصه داستان
روزی روزگاری یک نوازندهٔ ویولن تنها در جنگل قدم می‌زد و از تنهایی خسته و بی‌حوصله شده بود. او ویولنش را برداشت و شروع به نواختن کرد. صدای موسیقی در جنگل پیچید تا اینکه گرگی از میان بوته‌ها بیرون آمد. نوازنده از آمدن گرگ خوشحال نشد، اما گرگ مشتاق یادگیری ویولن بود. موسیقی‌دان گفت تنها در صورتی آموزش می‌دهد که گرگ دقیقاً از دستوراتش پیروی کند. آن دو به درخت بلوطی رسیدند که درونش توخالی و شکافته بود. موسیقی‌دان از گرگ خواست پنجه‌های جلویی‌اش را درون شکاف بگذارد، سپس با سنگی سنگین آن را گیر انداخت و گرگ را در آنجا گرفتار کرد.
موسیقی‌دان به راهش ادامه داد و باز هم نواخت. این بار روباهی ظاهر شد. روباه هم مانند گرگ خواهان یادگیری موسیقی بود. نوازنده شرط گذاشت که باید از دستوراتش پیروی کند. در راهی پر از بوته‌های بلند، نوازنده دو درخت فندق را خم کرد و پاهای جلویی روباه را به هر یک بست، سپس شاخه‌ها را رها کرد و روباه میان زمین و آسمان معلق ماند.
موسیقی‌دان باز هم نواخت، و این‌بار خرگوشی ظاهر شد که او نیز خواهان آموزش ویولن بود. موسیقی‌دان طنابی بلند به گردن خرگوش بست و سر دیگرش را به درختی بست. سپس از خرگوش خواست بیست بار دور درخت بدود. خرگوش آن‌قدر چرخید که طناب به دورش پیچید و او را گیر انداخت.
در همین زمان، گرگ توانست خود را از درخت رها کند و با خشم به دنبال موسیقی‌دان دوید. در راه، روباه را دید که درخت‌ها نگهش داشته بودند. روباه فریاد زد که موسیقی‌دان او را فریب داده. گرگ شاخه‌ها را پایین کشید و روباه را آزاد کرد. آن دو به راه افتادند تا انتقام بگیرند. در ادامه خرگوش را نیز پیدا کردند و او را آزاد کردند.
در همین هنگام، موسیقی‌دان دوباره نواخت و این بار انسانی به‌نام هیزم‌شکن ظاهر شد که با تبرش کار می‌کرد. صدای موسیقی او را متوقف کرد و به سمت نوازنده کشاند. نوازنده از دیدن انسانی واقعی خوشحال شد و برایش نواخت. در همین لحظه سه حیوان خشمگین رسیدند. اما هیزم‌شکن در کنار موسیقی‌دان ایستاد و تبرش را بالا گرفت و گفت: «اگر می‌خواهید آسیبی به این مرد بزنید، باید با من روبرو شوید!» حیوانات از او ترسیدند و به دل جنگل گریختند. موسیقی‌دان برای تشکر از هیزم‌شکن، موسیقی زیبایی نواخت.

## تفسیر
اویگن درورمان، روان‌درمان‌گر آلمانی، این داستان را چنین تفسیر می‌کند که موسیقی‌دان با فریب دادن و رها کردن حیوانات، در حقیقت در تلاش است تا از غرایز اولیهٔ خود فاصله بگیرد و انسان‌بودن را تجربه کند. این جدایی میان احساس و هنر، شکافی ایجاد می‌کند که نشانگر تضاد میان زندگی و هنر است.
تیموتی جیمز لمبرت، پژوهشگر دیگر، اعتقاد دارد که تله‌ها و شکنجه‌هایی که موسیقی‌دان برای حیوانات ترتیب می‌دهد، نمادهای ساز ویولن هستند: تنهٔ توخالی درخت بلوط نماد جعبهٔ تشدید صدا، تنش شاخه‌های فندق نماد کشش سیم‌ها، و خرگوشی که دور درخت می‌چرخد نماد سیمی است که به دور گوشی کوک پیچیده می‌شود.

## اقتباس‌ها

### ادبیات
آن سکستون، شاعر آمریکایی، شعری با عنوان «موسیقی‌دان شگفت‌انگیز» در مجموعهٔ «تحول‌ها» (Transformations - 1971) نوشت. این کتاب بازنویسی مدرن و شاعرانه‌ای از شانزده افسانهٔ برادران گریم است.